# ¿Quién quiere ser millonario? (programa de televisión venezolano)
¿Quién quiere ser millonario? es un concurso venezolano producido por RCTV Producciones y Sony Pictures Television y conducido por Eladio Lárez. El programa se emitió en RCTV y RCTV Internacional desde su estreno hasta el año 2010, cuando empezó a emitirse por Televen, hasta su último programa en el 2017.  Fue una adaptación del formato británico de Who Wants to Be a Millionaire?, y ofrecía grandes premios en efectivo si se respondía correctamente a una serie de preguntas al azar de opción múltiple con  dificultades diferentes.
Desde su estreno el 23 de agosto de 2000, se han emitido aproximadamente 618 episodios, hasta el 30 de marzo de 2014 en 4 temporadas. En la historia del formato solo cuatro concursantes han superado la pregunta 15 y se han llevado el "premio mayor" del programa.

## Historia
El anfitrión del programa fue Eladio Lárez. Se emitió por primera vez en Radio Caracas Televisión (RCTV) el 23 de agosto de 2000, haciendo del programa uno de los primeros en realizarse en América Latina. El 23 de mayo de 2007 la producción del programa finaliza, 4 días antes de que la estación perdiera su licencia de transmisión  por órdenes del entonces presidente Hugo Chávez.
El programa regresó al aire de nuevo el 18 de julio de 2007 cuando RCTV se convirtió en una cadena de televisión por cable tras el lanzamiento de RCTV Internacional. La producción terminó el 20 de enero de 2010 después de que la estación fuese cerrada el 24 de enero por órdenes de CONATEL a las cable operadoras.
El 8 de mayo de 2011, el programa regresa por un canal terrestre, Televen. Comenzaron nuevas transmisiones del programa, como una producción original de RCTV Producciones. 
Las empresas de televisión por suscripción venezolanas recibieron la orden, por parte de la Comisión Nacional de Telecomunicaciones, de eliminar a RCTV Internacional de la programación. Esto fue debido a no cumplir con determinados requisitos como empresa de Producción Nacional Audiovisual, a partir de entonces el programa fue suspendido. En el ínterin, el estudio habilitado para la producción, fue usado para la versión mexicana del concurso, hasta que dejó de ser emitido. 
En 2011, RCTV anunció que volvería a producir el programa y que sería transmitido por el canal Televen. En efecto, la siguiente temporada del programa de concursos se inició el día 8 de mayo de 2011, pasando del horario de los miércoles a las 8pm, al horario de los domingos a las 9pm. Se conoció que el canal se había interesado en el programa, dado que, prácticamente desde su estreno, nunca pudo ser desplazado del primer lugar de audiencia. Ni siquiera cuando la señal de RCTV dejó de ser abierta y comenzó a salir por cable, hasta ser retirada en 2010. Tras esto, empezó a competir directamente con La guerra de los sexos de Venevisión. 
Después de 5 años siendo transmitido por la empresa Televen, sin que hubiera ganadores del primer premio, el día 21 de febrero de 2016, el programa fue suspendido sin explicación oficial. A la semana siguiente, el conductor del espacio, Eladio Lárez, ofreció una entrevista en la cual informó que la producción del programa hizo una pausa de cuatro semanas en las cuales actualizará la iluminación, escenografía y la escalera de premios para que el público se viera incentivado a concursar. Posteriormente, se informó que el programa regresaría el día 20 de marzo de 2016, en su horario y televisión habituales, con los cambios ya informados. El mayor cambio sería el premio, que antes era de 500.000 BsF, pasando a ser de 2.000.000 BsF.
El 2 de abril de 2017 el programa dejó de emitirse repentinamente, sin comunicado alguno. A pesar de que las redes sociales de Televen seguían anunciando que en posteriores fechas se volvería a emitir, hasta la fecha el programa nunca se ha vuelto a transmitir. Se especula que esta salida repentina del aire pudo motivarse a la situación convulsa del país por las violentas protestas suscitadas ese año.

## Formato

### Transcurso
Este espacio es un espectáculo de juego apuntado al público general. Está dirigido por el presidente de RCTV Internacional, y presentador del programa, Dr. Eladio Larez. Por licencia el programa no puede ser en vivo.
El concursante tiene que desarrollar una serie de cuestiones de elección, donde elegirá una sola respuesta de las cuatro opciones,  tiene que contestar correctamente para avanzar y en la vuelta aumentar los beneficios monetarios.
Ante cada pregunta, el presentador pregunta al participante si está seguro de su respuesta con la pregunta "¿Respuesta definitiva?" y si no necesitaba comodines. Si la respuesta es afirmativa, el sistema marca la pregunta como respondida y la evalúa. 

### Comodines
- Comodín 50-50
- Llamar a un amigo
- Vota la audiencia
- Habla la audiencia (A petición del concursante)

Para tener acceso a la modalidad "Habla la audiencia", implementada en 2009, la persona concursante debe decidir antes de comenzar la primera pregunta si desea 3 comodines y/o 4 comodines. Una vez hecho esto, se le pregunta si desea usar la modalidad tradicional de 3 comodines, o la de 4. Si usaba la nueva modalidad, no existe el segundo nivel de premios y el participante, si no se retira, solo puede ganar BsF 3,500.

## Premio
| Pregunta         | Etapa 2000-2005 | Etapa 2005-2007 | Etapa 2008-10 | Etapa 2011   | Etapa 2012-14 | Etapa 2014-15 | Etapa 2015-16 | Etapa 2016-2017 |
| ---------------- | --------------- | --------------- | ------------- | ------------ | ------------- | ------------- | ------------- | --------------- |
| 1                | 40,000 Bs       | 80,000 Bs       | 80 Bs.F       | 100 Bs.F     | 100 Bs.F      | 200 Bs.F      | 300 Bs.F      | 500 Bs.F        |
| 2                | 65,000 Bs       | 150,000 Bs      | 150 Bs.F      | 200 Bs.F     | 200 Bs.F      | 300 Bs.F      | 500 Bs.F      | 800 Bs.F        |
| 3                | 100,000 Bs      | 200,000 Bs      | 200 Bs.F      | 300 Bs.F     | 400 Bs.F      | 500 Bs.F      | 800 Bs.F      | 1,400 Bs.F      |
| 4                | 150,000 Bs      | 300,000 Bs      | 300 Bs.F      | 400 Bs.F     | 600 Bs.F      | 1,000 Bs.F    | 1,400 Bs.F    | 2,000 Bs.F      |
| 5 (zona segura)  | 250,000 Bs      | 500,000 Bs      | 500 Bs.F      | 600 Bs.F     | 1,000 Bs.F    | 1,500 Bs.F    | 2,000 Bs.F    | 3,000 Bs.F      |
| 6                | 400,000 Bs      | 700,000 Bs      | 700 Bs.F      | 1,000 Bs.F   | 1,500 Bs.F    | 2,000 Bs.F    | 3,000 Bs.F    | 5,000 Bs.F      |
| 7                | 650,000 Bs      | 1,100,000 Bs    | 1,100 Bs.F    | 1,500 Bs.F   | 2,000 Bs.F    | 3,000 Bs.F    | 5,000 Bs.F    | 8,000 Bs.F      |
| 8                | 1,100,000 Bs    | 1,800,000 Bs    | 1,800 Bs.F    | 2,500 Bs.F   | 4,000 Bs.F    | 5,000 Bs.F    | 8,000 Bs.F    | 12,000 Bs.F     |
| 9                | 1,800,000 Bs    | 3,000,000 Bs    | 3,000 Bs.F    | 4,000 Bs.F   | 6,000 Bs.F    | 7,000 Bs.F    | 12,000 Bs.F   | 20,000 Bs.F     |
| 10 (zona segura) | 3,000,000 Bs    | 5,000,000 Bs    | 5,000 Bs.F    | 6,000 Bs.F   | 10,000 Bs.F   | 13,000 Bs.F   | 20,000 Bs.F   | 30,000 Bs.F     |
| 11               | 6,250,000 Bs    | 8,000,000 Bs    | 8,000 Bs.F    | 10,000 Bs.F  | 15,000 Bs.F   | 20,000 Bs.F   | 30,000 Bs.F   | 50,000 Bs.F     |
| 12               | 12,500,000 Bs   | 15,000,000 Bs   | 15,000 Bs.F   | 20,000 Bs.F  | 30,000 Bs.F   | 40,000 Bs.F   | 50,000 Bs.F   | 90,000 Bs.F     |
| 13               | 25,000,000 Bs   | 30,000,000 Bs   | 30,000 Bs.F   | 35,000 Bs.F  | 60,000 Bs.F   | 70,000 Bs.F   | 90,000 Bs.F   | 150,000 Bs.F    |
| 14               | 50,000,000 Bs   | 60,000,000 Bs   | 60,000 Bs.F   | 80,000 Bs.F  | 100,000 Bs.F  | 120,000 Bs.F  | 150,000 Bs.F  | 500,000 Bs.F    |
| 15               | 100,000,000 Bs  | 200,000,000 Bs  | 200,000 Bs.F  | 250,000 Bs.F | 300,000 Bs.F  | 400,000 Bs.F  | 500,000 Bs.F  | 2,000,000 Bs.F  |

- En una época los ganadores de "La mente más rápida" se llevaban algún tipo de artilugio.[11]
- Para 2005 los premios suben su cifra, seguido a esto en 2008 se modificada la denominación para estar acorde a la reconversión monetaria del Bolívar Fuerte aplicada ese mismo año.
- Para 2009 si el concursante elige la modalidad de 3 comodines, tiene 2 zonas seguras: la pregunta 5 y la pregunta 10. Pero si optaba por la modalidad de 4 comodines, la zona segura de la pregunta 10 desaparece.
- Para 2014 se elimina la entrega de un premio (canastas, celulares, colchones, entre otros) por parte de los publicistas al usar el comodín "llamar a un amigo".
- Para 2015 se elimina la entrega de un carro al ganador de la última pregunta.

## Reglas
Se podía participar en "¿Quién Quiere Ser Millonario?" si se es venezolano o extranjero legalmente residente en Venezuela, encima de los 18 años.
Había dos maneras para participar, llamando al: 0 900 900 172 88 (año 2000); 0 900 172 88 88 (2001) y la última etapa 0 900 900 1009 o enviando un mensaje de texto a con edad, sexo y número de identificación de cualquier teléfono al número 6724 y seguir las instrucciones del sistema. La llamada viene con un costo, más I.V.A. 
En un sorteo semanal grabado, con la participación de todos los encuestados correctamente durante aquella semana, 14 participantes sean escogidos aleatoriamente y después de una prueba de personalidad, sólo participan 10 en el programa.

## Ganadores
El profesor Giovanni Grosso fue el primer participante en haber respondido la pregunta 15 del concurso el 20 de marzo de 2002 quién ganó Bs. 100 millones (113 mil dólares en aquel momento). Estuvo presente en la emisión del 18 de septiembre de 2011, sin embargo no tuvo participación en el programa.
Antonio Ríos fue el segundo ganador del programa, transmitido el 22 de mayo de 2002, ganó Bs. 100 millones (actuales Bsf 100 mil).
El 22 de diciembre de 2004, Eugenio Vargas, médico egresado de La Universidad del Zulia, se convirtió en el tercer ganador del concurso con Bs. 100 millones (actuales 100 mil). Estuvo presente en la emisión del 22 de septiembre de 2013, sin embargo no pasó de la ronda de preguntas de "la mente más rápida".
Una cuarta ganadora fue Zulay Marcano en la emisión del 29 de marzo de 2006 quien ganó 200 millones de bolívares (Bs.F 200 mil) convirtiéndose así en la única mujer en ganar el concurso en Venezuela.
| Nombre del ganador(a) | Bs.         | BsF.    | Fecha de emisión        | Cadena |
| --------------------- | ----------- | ------- | ----------------------- | ------ |
| Giovanni Grosso       | 100.000.000 | 100.000 | 20 de marzo de 2002     | RCTV   |
| Antonio Ríos          | 100.000.000 | 100.000 | 22 de mayo de 2002      | RCTV   |
| Eugenio Vargas        | 100.000.000 | 100.000 | 22 de diciembre de 2004 | RCTV   |
| Zulay Marcano         | 200.000.000 | 200.000 | 29 de marzo de 2006     | RCTV   |

En esta nueva etapa, hasta la fecha suman cuatro los concursantes que han llegado a la pregunta 15 sin resultar ganadores. La concursante Ariana Saa, se acercó al primer lugar llegando hasta la pregunta 15, en la emisión del día 5 de junio de 2011.
El 1 de julio de 2012 el participante Carlos Márquez llegó hasta la pregunta 15 pero se retiró, pero ya al estar jugando sin presión se dio cuenta de que acertó en la pregunta. Luego, en la emisión del 2 de diciembre de 2012 el concursante Rafael Peña logró acercarse a la pregunta 15, sin embargo decidió retirarse debido a que no estaba seguro de la respuesta.
El 22 de febrero de 2015, Luis Ramírez, un licenciado en química, logró llegar a la pregunta 15, pero debido al tiempo del programa quedó para la emisión del 1 de marzo, en la cual se vio en la obligación de retirarse con Bs. 150.000,00 ya que no estaba seguro de la respuesta.

## Crítica

### Audiencia
¿Quién quiere Ser millonario? ha sido etiquetado por la prensa y la crítica como la mejor de su estilo, aunque el tema es el mismo que el de otros países de América Latina. En redes sociales, específicamente en Twitter, el programa siempre se logra posicionarse como Trending Topic a nivel nacional.

### Hechos notables
A lo largo de la historia del programa han sido muchos los concursantes en los cuales su participación se vio afectada debido a los nervios u otras circunstancias, causando críticas o burlas por medio de redes sociales.
El 18 de julio de 2007 el concursante Juan Humberto Vivas realizó una de las participaciones más recordadas hasta la fecha. En la tercera pregunta se le pidió completar el coro de la popular canción mexicana El Rey: No tengo trono ni reina, ni nadie que me comprenda, pero sigo siendo el... sus opciones fueron A: Papirruqui, B: Papá de los helados, C: Rey, D: Alma de la fiesta. Al desconocer la respuesta utilizó el comodín 50/50, quedando así las opciones B y C; su elección fue la opción B: Papá de los helados. Una vez seleccionada el conductor Eladio Lárez pidió a la audiencia presente entonar el coro completo de la canción y así el concursante logró darse cuenta de su equivocación; al no asegurar el piso de la pregunta 5 se fue sin el mínimo del premio. Este fue el primer programa transmitido luego de que RCTV recuperará su señal de transmisión, esta vez en su versión internacional.
En la emisión del 1 de diciembre de 2013 Nixon Becerra utilizó el primer comodín en la primera pregunta sobre el significado de la frase "no dar pie con bola". Para la segunda pregunta tuvo que descifrar la adivinanza: En los baños suelo estar, aunque provengo del mar, las opciones fueron A: La esponja, B: El espejo, C: El tomacorriente, D: La papelera. Al no estar seguro de la respuesta utilizó el comodín 50/50, en la cual quedaron las opciones A y C. Se vio en la obligación de utilizar su último comodín disponible para llamar a una ex-profesora, la cual para sorpresa de los asistentes le aseguró que la opción correcta era la C: El tomacorriente. Sin pensarlo dos veces se apresuró a indicar la opción C, aun ante la insistencia de Eladio quien le recomendó pensar bien la respuesta. No logró llevarse el mínimo en bolívares.
En la transmisión del 30 de marzo de 2014 Roque Peñalver perfilaba como favorito para convertirse en el quinto ganador del programa, ya que rápidamente logró llegar a la pregunta 14 sin haber utilizado comodines, hecho insólito nunca antes visto en esta versión de la franquicia. Su participación se vio interrumpida debido al tiempo del programa, quedando así para la transmisión de la próxima semana, el 6 de abril. En la pregunta 14 se le pidió indicar cual venezolano no ha recibido el Premio Nacional de Música; las opciones fueron: A: Gonzalo Castellanos Yumar, B: José Francisco del Castillo, C: Carlos Riazuelo, D: Rhazes Hernández López. Pensaba en la opción C como respuesta, sin embargo decidió no arriesgarse y utilizó el comodín de la audiencia, dejando como opción mayoritaria la C. Aún sin mucha seguridad de la misma utilizó el 50/50, dejando como únicas opciones la A y C. Esto no fue suficiente para decidirse y prefirió utilizar su último comodín, el de llamar a un amigo, y la opción indicada correspondía a la misma, la  C. Ya sin comodines y aun sin estar seguro de la respuesta optó por retirarse. Ya sin presión, y con una expresión de decepción, descubrió que la opción correcta siempre fue la C: Carlos Riazuelo.